# Gyracanthidae
De Gyracanthidae zijn een familie van uitgestorven vissen die behoren tot de klasse Acanthodii, bekend van het Vroeg-Devoon tot het Laat-Carboon. Leden worden gekenmerkt door grote, brede, gepaarde vinstekels waarbij de borstvinstekels een duidelijke longitudinale kromming hebben. 
Ze werden oorspronkelijk ingedeeld in de orde Climatiiformes, maar later onderzoek trok dit in twijfel; dit is een parafyletische groep.